# Parvuspotamon
Parvuspotamon is een geslacht van kreeftachtigen uit de klasse van de Malacostraca (hogere kreeftachtigen).

## Soort
- Parvuspotamon yuxiense Dai & Bo, 1994